# Демерара (річка)
Демерара — річка на сході Гаяни, яка бере початок у центральних тропічних лісах країни та тече на північ 346 кілометрів, поки не впадає в Атлантичний океан. Джорджтаун, найбільший морський порт і столиця Гаяни, розташований на східному березі гирла річки. Річка розділяє острови Ессекібо — Західна Демерара (Регіон 3) на західному березі та Демерара-Махайка (Регіон 4) на східному.
Назва «Демерара» походить від варіанту аравакського слова «Immenary» або «Dumaruni», що означає «річка з літерного дерева» (дерева Brosimum guianense).

## Опис
Естуарій Демерари вузький, а течія швидка. Завдяки цьому річка має пряме русло до океану глибиною від 5 до 6 метрів. Глибокий коричневий колір річки в першу чергу є результатом величезної кількості мулу, що переноситься з верхів'їв річки потужними течіями. Ці течії настільки потужні, що океан зберігає коричневий колір Демерари на значній відстані у відкритому морі.
Притоками річки Демерара є річка Хаяма, річка Куруабару, струмок Хаякава і струмок Хаянари.
Острови Інвер, Борселен і Бізен розташовані за 25-30 кілометрів (15-20 миль) від гирла. Борселен колись був місцем розташування голландської столиці колонії Демерара.

## Транспорт і використання
Ширина і глибина Демерари дозволяють океанським суднам водотоннажністю до 5 000 тонн проходити до Ліндена (105 км від гирла), тоді як менші судна можуть дістатися до Малалі (245 км від гирла). Після Малалі численні пороги унеможливлюють подальший рух вгору за течією.
Понтонний міст, який має назву Портовий Міст Демерара, перетинає річку за 6 кілометрів (4 милі) на південь від Джорджтауна від Пітерс-Холу на східному березі Демерари до Шун-Орду на західному березі Демерари.
Уздовж берегів річки була розташована однойменна голландська колонія. Колонія заснувала цукрову промисловість, яка продовжує процвітати і сьогодні. Навколо Демерари також видобувають боксити, а Лінден є великим експортним центром.